# Pleurothallis bicallosa
Pleurothallis bicallosa är en orkidéart som beskrevs av Carlyle August Luer och Alexander Charles Hirtz. Pleurothallis bicallosa ingår i släktet Pleurothallis och familjen orkidéer. Inga underarter finns listade i Catalogue of Life.